# Gonçalves Zarco (Schiff, 1933)
Die Gonçalves Zarco war eine Aviso der 2. Klasse (aviso de 2ª classe) der portugiesischen Marine. Sie wurde nach dem portugiesischen Seefahrer João Gonçalves Zarco benannt. Zusammen mit ihrem Schwesterschiff, die Gonçalo Velho bildete sie die Gonçalo Velho-Klasse, die zum Einsatz in den Überseeprovinzen Portugals ausgerichtet war. Beide Schiffe wurden 1933 von der britischen Werft Hawthorn, Leslie & Co. in Hebburn bei Newcastle fertiggestellt.

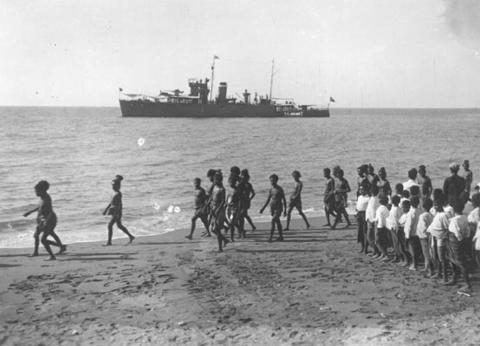
Die Gonçalves Zarco vor Oecusse (1938)

Nach dem Ende der japanischen Besatzung Portugiesisch-Timors im Zweiten Weltkrieg waren die Gonçalves Zarco und die Bartolomeu Dias die ersten portugiesischen Schiffe, die der Kolonie Hilfe brachten. Sie erreichten einen Tag nach der Kapitulationszeremonie der Japaner in Dili die Kolonialhauptstadt am 27. September 1945.
Nach dem Zweiten Weltkrieg wurde die Gonçalves Zarco wie eine Fregatte eingesetzt. In ihrem Rufzeichen erhielt sie das Rufzeichen F476 und wurde zur U-Bootjagd umgebaut.
Während der Besetzung Portugiesisch-Indiens durch die Republik Indien war die Gonçalves Zarco mit drei weiteren Fregatten und einer Reihe Patrouillenbooten im Einsatz vor Goa, Damão und Diu. Dabei kam es aber nur zum Gefecht zwischen der Afonso de Albuquerque und indischen Kriegsschiffen, bei dem das portugiesische Schiff zerstört wurde. Die anderen portugiesischen Schiffe kamen nicht in direkten Feindkontakt.
1961 wurde die Gonçalves Zarco als Kriegsschiff außer Dienst gestellt und noch bis 1964 als Vermessungsschiff (Rufzeichen A5200) verwendet.

## Sonstiges
Nachfolger als Namensträger ist die Fregatte Gonçalves Zarco (F476).